# 아이언게이트 (버지니아주)

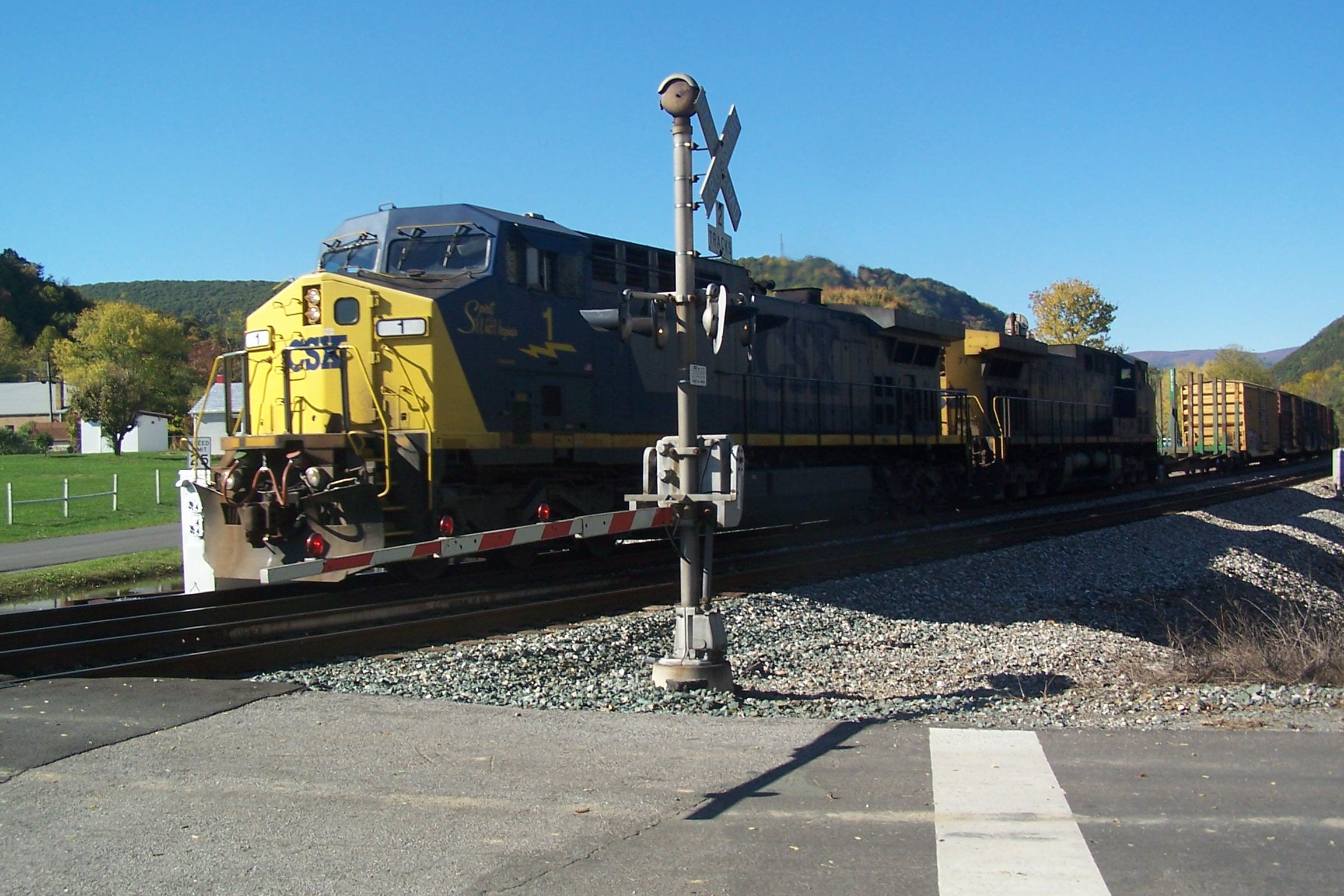

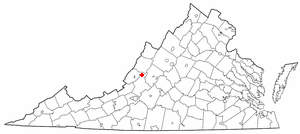
버지니아주에서 아이언게이트의 위치

아이언게이트(Iron Gate)는 미국 버지니아주 앨러게이니군의 타운이다. 2010년 인구 조사 기준으로 이 지역의 인구 수는 388명이다.
이 지역의 총 면적은 0.90 제곱킬로미터에 이르며, 그 중 육지는 0.86 제곱킬로미터, 물은 0.05 제곱킬로미터 면적을 차지한다.

## 인구
| 인구조사              | 인구 | Note  | %±     |
| --------------------- | ---- | ----- | ------ |
| 1890년                | 199  |       | —      |
| 1900년                | 392  |       | 97.0%  |
| 1910년                | 600  |       | 53.1%  |
| 1920년                | 699  |       | 16.5%  |
| 1930년                | 777  |       | 11.2%  |
| 1940년                | 719  |       | −7.5%  |
| 1950년                | 725  |       | 0.8%   |
| 1960년                | 716  |       | −1.2%  |
| 1970년                | 692  |       | −3.4%  |
| 1980년                | 620  |       | −10.4% |
| 1990년                | 417  |       | −32.7% |
| 2000년                | 404  |       | −3.1%  |
| 2010년                | 388  |       | −4.0%  |
| 2019 (추산)           | 357  | [ 1 ] | −8.0%  |
| U.S. Decennial Census |      |       |        |